# Xenopus parafraseri
Espèce
Xenopus parafraseri est une espèce d'amphibiens de la famille des Pipidae. Jusqu'en 2015 elle était confondue avec Xenopus fraseri.

## Répartition
Cette espèce se rencontre au Cameroun, au Gabon et en République du Congo.
Sa présence est incertaine en Guinée équatoriale.

## Publication originale
- Evans, Carter, Greenbaum, Gvoždík, Kelley, McLaughlin, Pauwels, Portik, Stanley, Tinsley, Tobias & Blackburn, 2015 : Genetics, morphology, advertisement calls, and historical records distinguish six new polyploid species of African Clawed Frog(Xenopus, Pipidae) from West and Central Africa. PLOS ONE, vol. 10, no 12, e0142823, p. 1–51 (texte intégral).